# Col d'Aubisque
De Col d'Aubisque is een bergpas in de Franse Pyreneeën. De bergpas is vooral bekend van wielrenetappes in bijvoorbeeld de Ronde van Frankrijk. De Col d'Aubisque is voor het eerst opgenomen in de Ronde van Frankrijk tijdens de eerste Ronde door de Pyreneeën in 1910.
In 1965 werd de Fransman Lucien Aimar gedwongen op te geven nadat hij bewusteloos was geraakt door een gebrek aan zuurstof.
Het meest legendarische verhaal uit de wielergeschiedenis van d'Aubisque is de val van Wim van Est. In de twaalfde etappe op 17 juli van de Ronde van Frankrijk van 1951 nam Van Est te veel risico's bij de afdaling van de Aubisque en stortte 70 meter naar beneden. Hij was vrijwel ongedeerd, maar moest met aan elkaar geknoopte banden uit het ravijn worden getakeld. De uitspraak "Zeventig meter viel ik diep, m'n hart stond stil, maar m'n Pontiac liep!" is bedacht door een medewerkster van de sponsor Pontiac. Ter herinnering aan deze val is in 2003 een plaquette aangebracht op de plek waar Wim van Est uit de bocht schoot.
In 1977 won Hennie Kuiper op de Col d'Aubisque. In de Ronde van Spanje van 2016 won Robert Gesink de 14e etappe met finish op de Col d'Aubisque. De bergpas werd twaalf keer als eerste bedwongen door een Belg, onder wie Eddy Merckx en Lucien Van Impe.
Vanwege de ligging van de bergpas, is een beklimming langs de oostzijde niet mogelijk zonder eerst de Col du Soulor te bedwingen.
Op de top van de Col d'Aubisque kwamen in de Ronde van Frankrijk als eerste door:
- 1910 :  François Lafourcade
- 1911 :  Maurice Brocco
- 1912 :  Louis Mottiat &  Eugène Christophe
- 1913 :  Eugène Christophe
- 1914 :  Oscar Egg &  Henri Pélissier
- 1919 :  Luigi Lucotti
- 1920 :  Firmin Lambot
- 1921 :  Léon Scieur &  Luigi Lucotti
- 1923 :  Robert Jacquinot,  Jean Alavoine &  Ottavio Bottecchia
- 1924 :  Ottavio Bottecchia
- 1925 :  Ottavio Bottecchia
- 1926 :  Lucien Buysse
- 1927 :  Michele Gordini
- 1928 :  Camille Van de Casteele
- 1929 :  Lucien Buysse
- 1930 :  Benoît Faure
- 1931 :  Alfons Schepers
- 1932 :  Vicente Trueba
- 1933 :  Vicente Trueba
- 1934 :  René Vietto
- 1935 :  Ambrogio Morelli
- 1936 :  Sylvère Maes
- 1937 :  Mario Vicini
- 1938 :  Gino Bartali
- 1939 :  Edward Vissers
- 1947 :  Jean Robic
- 1948 :  Bernard Gauthier
- 1949 :  Fausto Coppi
- 1950 :  Jean Robic
- 1951 :  Raphaël Géminiani
- 1952 :  Fausto Coppi
- 1953 :  Jesús Loroño
- 1954 :  Federico Bahamontes
- 1955 :  Charly Gaul
- 1956 :  Valentin Huot
- 1957 :  Jean Dotto
- 1958 :  Federico Bahamontes
- 1960 :  Graziano Battistini
- 1961 :  Eddy Pauwels
- 1963 :  Federico Bahamontes
- 1964 :  Federico Bahamontes
- 1965 :  Julio Jiménez
- 1966 :  Tommaso De Pra
- 1967 :  Jean-Claude Theillière
- 1968 :  Julio Jiménez
- 1969 :  Eddy Merckx
- 1970 :  Raymond Delisle
- 1971 :  Bernard Labourdette
- 1972 :  Wilfried David
- 1976 :  Wladimiro Panizza
- 1977 :  Hennie Kuiper
- 1980 :  Maurice Le Guilloux
- 1982 :  Beat Breu
- 1983 :  Lucien Van Impe
- 1985 :  Stephen Roche 1e keer
- 1985 :  Reynel Montoya 2e keer
- 1987 :  Thierry Claveyrolat
- 1989 :  Miguel Indurain
- 1990 :  Óscar de Jesús Vargas
- 1991 :  Guido Winterberg
- 1993 :  Claudio Chiappucci
- 1995 : etappe geneutraliseerd
- 1996 :  Neil Stephens
- 1998 :  Cédric Vasseur
- 1999 :  Alberto Elli
- 2000 :  Javier Otxoa
- 2002 :  Laurent Jalabert
- 2005 :  Cadel Evans
- 2007 :  Michael Rasmussen
- 2010 : Christophe Moreau
- 2011 :  Jérémy Roy
- 2012 :  Thomas Voeckler
- 2018 :  Rafał Majka
- 2022 :  Giulio Ciccone

## Varia
Sinds 7 juni 2010 staat er een borstbeeld van Lucien Buysse op de top van de Col d'Aubisque in Béost (Frankrijk) geschonken door Marnix Tijtgat.